# 老鸦庄镇
老鸦庄镇，是中华人民共和国河北省张家口桥东区下辖的一个行政建制镇，实际上由张家口经济开发区管辖。

## 行政区划
老鸦庄镇下辖以下地区：
老鸦庄村、高庙堡村、前屯村、柳树屯村、上小站村、下小站村、宁远堡村、吉家房村和流平寺村。